# Premio Rumford
En 1796, Benjamin Thompson, conocido como Conde Rumford, dio 5000$ tanto a la Royal Society como a la Academia Estadounidense de las Artes y las Ciencias para dar premios cada dos años por investigaciones científicas excelentes en el campo de las propiedades térmicas u ópticas de la materia, haciendo notar que el Conde Rumford quería que se reconociesen descubrimientos que tendiesen a promover el bien para la Humanidad.
La Academia Estadounidense de las Artes y las Ciencias premia con el Premio Rumford mientras que la Real Sociedad de Londres, lo hace con la Medalla Rumford.

## Lista de premiados

### 1839-1899
- 1839 : Robert Hare
- 1862 : John Ericsson
- 1865 : Daniel Treadwell
- 1866 : Alvan Clark
- 1869 : George Henry Corliss
- 1871 : Joseph Harrison, Jr.
- 1873 : Lewis Morris Rutherfurd
- 1875 : John William Draper
- 1880 : Josiah Willard Gibbs
- 1883 : Henry Augustus Rowland
- 1886 : Samuel Pierpont Langley
- 1888 : Albert Abraham Michelson
- 1891 : Edward Charles Pickering
- 1895 : Thomas Alva Edison
- 1898 : James Edward Keeler
- 1899 : Charles Francis Brush

### 1900-1949
- 1900 : Carl Barus
- 1901 : Elihu Thomson
- 1902 : George Ellery Hale
- 1904 : Ernest Fox Nichols
- 1907 : Edward Goodrich Acheson
- 1909 : Robert Williams Wood
- 1910 : Charles Gordon Curtis
- 1911 : James Mason Crafts[1]
- 1912 : Frederic Eugene Ives
- 1913 : Joel Stebbins
- 1914 : William David Coolidge
- 1915 : Charles Greeley Abbot
- 1917 : Percy Williams Bridgman
- 1918 : Theodore Lyman
- 1920 : Irving Langmuir
- 1925 : Henry Norris Russell
- 1926 : Arthur Holly Compton
- 1928 : Edward Leamington Nichols
- 1930 : John Stanley Plaskett
- 1931 : Karl Taylor Compton
- 1933 : Harlow Shapley
- 1937 : William Weber Coblentz
- 1939 : George Russell Harrison
- 1941 : Vladimir Kosma Zworykin
- 1943 : Charles Edward Mees
- 1945 : Edwin Herbert Land
- 1947 : Edmund Newton Harvey
- 1949 : Ira Sprague Bowen

### 1950-1999
- 1951: Herbert E. Ives
- 1953: Enrico Fermi, Willis E. Lamb, Jr. y Lars Onsager
- 1955: James Franck
- 1957: Subrahmanyan Chandrasekhar
- 1959: George Wald
- 1961: Charles H. Townes
- 1963: Hans Albrecht Bethe
- 1965: Samuel Cornette Collins y William David McElroy
- 1967: Robert Henry Dicke y Cornelius Bernardus van Niel
- 1968: Maarten Schmidt
- 1971: Premios grupales
- 1973: E. Bright Wilson
- 1976: Bruno Rossi
- 1980: Gregorio Weber, Chen Ning Yang y Robert L. Mills
- 1985: Hans Georg Dehmelt, Martin Deutsch, Vernon Willard Hughes y Norman Foster Ramsey
- 1986: Robert B. Leighton, Frank James Low y Gerry Neugebauer
- 1992: James R. Norris, Joseph J. Katz y George Feher
- 1996: John C. Mather

### Desde 2000
- 2008: Sidney Drell, Sam Nunn, William Perry y George Shultz

[actualizar]